# يريدا
يريدا (عبرية: ירידה، "النزول") هو مصطلح عبري يشير إلى هجرة اليهود الإسرائيليين من دولة إسرائيل. يريدا هي عكس عليا (تعني الصعود) وهي الهجرة إلى إسرائيل. يتنقد الصهاينة عموماً هذا الفعل ويعتبرون أن المصطلح ازدرائي نوعا ما.
الأسباب الشائعة للهجرة إلى الخارج هي القيود الاقتصادية، انتقاد الحكومة وانعدام الأمن بسبب استمرار عمليات المقاومة الفلسطينية والصراع العربي الإسرائيلي، الإحساس بالإكراه الديني، والتقدم الأكاديمي أو المهني.